# Ruthless
Ruthless – drugi studyjny album amerykańskiego rapera Ace Hooda. Został wydany końcem czerwca 2009 roku. Pierwszym singlem promującym album został utwór "Overtime" z gościnnym udziałem T-Paina i Akona. Drugim i jednocześnie ostatnim singlem została piosenka "Champion" z udziałem Jazmine Sullivan i Ricka Rossa. Artystę wspomogli wyżej wspomniani Rick Ross, Jazmine Sullivan, T-Pain, Akon, Ludacris, The-Dream, Birdman, czy Lloyd. Album zadebiutował na 23. miejscu notowania Billboard 200 ze sprzedażą 20.000 egzemplarzy w pierwszym tygodniu.

## Lista utworów
1. "Get Money" (featuring Rick Ross)
2. "Loco Wit the Cake" (featuring Schife)
3. "Born an OG" (featuring Ludacris)
4. "Overtime" (featuring Akon & T-Pain)
5. "Champion" (featuring Jazmine Sullivan & Rick Ross)
6. "Love Somebody" (featuring Jeremih)
7. "Don't Get Caught Slippin'"
8. "This Nigga Here" (featuring Schife & Birdman)
9. "Mine" (featuring The-Dream)
10. "Wifey Material" (featuring Lloyd)
11. "'Bout Me" (featuring Ball Greezy)
12. "Zone"
13. "Make a Toast"